# Ministère des Forêts, de la Faune et des Parcs
Le ministère des Forêts, de la Faune et des Parcs du Québec était jusqu'en octobre 2022 le ministère de l'État québécois chargé de la gestion des forêts appartenant au domaine de l'État et de la gestion des parcs. Il est né de la scission du ministère des Ressources naturelles et de la Faune en mai 2014. Pierre Dufour en est le dernier ministre responsable en date.
Depuis octobre 2022, le secteur des forêts relève désormais du ministère des Ressources naturelles et des Forêts, alors que les secteurs de la faune et des parcs relèvent du ministère de l’Environnement, de la Lutte contre les changements climatiques, de la Faune et des Parcs.

## Historique

### Première incarnation (1961-1979)
Le 31 janvier 1979, le conseil des ministres prend un arrêté en conseil qui prend effet le 15 février 1979 et a pour effet de transférer du ministère des Terres et Forêts au ministre délégué à l'Environnement la responsabilité et l'administration des lois concernant la gestion des réserves écologiques.

### Deuxième incarnation (1991-1994)
Une deuxième incarnation du ministère est en activité du 30 janvier 1991 au 17 juin 1994.

## Missions
Le fonctionnement du ministère est régi par la Loi sur le ministère des Ressources naturelles et de la Faune. Les fonctions et pouvoirs du ministre consistent plus particulièrement à :
- accorder et gérer des droits de propriété et d'usage des ressources forestières du domaine de l'État ;
- élaborer et mettre en œuvre des plans et programmes pour la conservation, la mise en valeur, l'exploitation et la transformation au Québec des ressources forestières ;
- gérer tout ce qui a trait à l'aménagement forestier dans les forêts du domaine de l'État ;
- favoriser la mise en valeur des forêts privées ;
- réaliser des activités d'aménagement forestier ;
- élaborer et mettre en œuvre des programmes de recherche et de développement dans les domaines de la foresterie et de la transformation des ressources forestières ;
- veiller à la protection des ressources forestières contre l'incendie, les épidémies et les maladies et au contrôle phytosanitaire ;
- contribuer au développement, à l'adaptation et à la modernisation des usines de transformation du bois et des autres activités utilisatrices de matière ligneuse ;
- favoriser la mise en marché et la vente des produits provenant des forêts ;
- favoriser l'apport du secteur forestier au développement régional.

## Liste des ministres
| Ministre                                                                        | Ministre                                                                       | Parti                                                                       | Début                                                                      | Fin                                                                        | Cabinet        |
| ------------------------------------------------------------------------------- | ------------------------------------------------------------------------------ | --------------------------------------------------------------------------- | -------------------------------------------------------------------------- | -------------------------------------------------------------------------- | -------------- |
|                                                                                 | Claude-Gilles Gosselin Ministre des Terres et Forêts                           | Union nationale                                                             | 16 juin 1966                                                               | 26 septembre 1968                                                          | Johnson (père) |
| 26 septembre 1968                                                               | Claude-Gilles Gosselin Ministre des Terres et Forêts                           | Union nationale                                                             | 12 mai 1970                                                                | Bertrand                                                                   |                |
|                                                                                 | Thomas Kevin Drummond Ministre des Terres et Forêts                            | Libéral                                                                     | 12 mai 1970                                                                | 30 juillet 1975                                                            | Bourassa 1     |
|                                                                                 | Normand Toupin Ministre des Terres et Forêts                                   | Libéral                                                                     | 30 juillet 1975                                                            | 26 novembre 1976                                                           | Bourassa 1     |
|                                                                                 | Yves Bérubé Ministre des Terres et Forêts                                      | Parti québécois                                                             | 26 novembre 1976                                                           | 21 septembre 1979                                                          | Lévesque       |
| Fonctions exercées par le ministère de l'Énergie et des Ressources              | Fonctions exercées par le ministère de l'Énergie et des Ressources             | Fonctions exercées par le ministère de l'Énergie et des Ressources          | 21 septembre 1979                                                          | 20 décembre 1984                                                           | Lévesque       |
|                                                                                 | Jean-Pierre Jolivet Ministre délégué aux Forêts                                | Parti québécois                                                             | 20 décembre 1984                                                           | 3 octobre 1985                                                             | Lévesque       |
| 3 octobre 1985                                                                  | Jean-Pierre Jolivet Ministre délégué aux Forêts                                | Parti québécois                                                             | 12 décembre 1985                                                           | P.M. Johnson                                                               |                |
|                                                                                 | Albert Côté Ministre délégué aux Forêts                                        | Libéral                                                                     | 12 décembre 1985                                                           | 30 janvier 1991                                                            | Bourassa 2     |
|                                                                                 | Albert Côté Ministre des Forêts                                                | Libéral                                                                     | 30 janvier 1991                                                            | 11 janvier 1994                                                            | Bourassa 2     |
| Fonctions exercées par le ministre des Ressources naturelles                    | Fonctions exercées par le ministre des Ressources naturelles                   | Fonctions exercées par le ministre des Ressources naturelles                | 11 janvier 1994                                                            | 26 septembre 1994                                                          | Johnson (fils) |
| Fonctions exercées par le ministre des Ressources naturelles                    | Fonctions exercées par le ministre des Ressources naturelles                   | Fonctions exercées par le ministre des Ressources naturelles                | 26 septembre 1994                                                          | 29 janvier 1996                                                            | Parizeau       |
|                                                                                 | Denise Carrier-Perreault Ministre déléguée aux Mines, aux Terres et aux Forêts | Parti québécois                                                             | 29 janvier 1996                                                            | 15 décembre 1998                                                           | Bouchard       |
|                                                                                 | Guy Chevrette Ministre responsable de la Faune et des Parcs                    | Parti québécois                                                             | 15 décembre 1998                                                           | 8 mars 2001                                                                | Bouchard       |
| 8 mars 2001                                                                     | Guy Chevrette Ministre responsable de la Faune et des Parcs                    | Parti québécois                                                             | 30 janvier 2002                                                            | Landry                                                                     |                |
|                                                                                 | François Gendron Ministre délégué à la gestion de la Forêt et à la Ruralité    | Parti québécois                                                             | 30 janvier 2002                                                            | Landry                                                                     | 29 avril 2003  |
|                                                                                 | Pierre Corbeil Ministre délégué à la Forêt, à la Faune et aux Parcs            | Libéral                                                                     | 29 avril 2003                                                              | 18 février 2005                                                            | Charest        |
| Fonctions exercées par le ministère des Ressources naturelle et de la Faune     | Fonctions exercées par le ministère des Ressources naturelle et de la Faune    | Fonctions exercées par le ministère des Ressources naturelle et de la Faune | 18 février 2005                                                            | 19 septembre 2012                                                          | Charest        |
| Fonctions exercées par le ministère des Ressources naturelle et de la Faune     | Fonctions exercées par le ministère des Ressources naturelle et de la Faune    | Fonctions exercées par le ministère des Ressources naturelle et de la Faune | 19 septembre 2012                                                          | 23 avril 2014                                                              | Marois         |
| Création du Ministère des Forêts, de la Faune et des Parcs (23 avril 2014)      | Création du Ministère des Forêts, de la Faune et des Parcs (23 avril 2014)     | Création du Ministère des Forêts, de la Faune et des Parcs (23 avril 2014)  | Création du Ministère des Forêts, de la Faune et des Parcs (23 avril 2014) | Création du Ministère des Forêts, de la Faune et des Parcs (23 avril 2014) | Couillard      |
|                                                                                 | Laurent Lessard Ministre des Forêts, de la Faune et des Parcs                  | Libéral                                                                     | 23 avril 2014                                                              | 20 août 2016                                                               | Couillard      |
|                                                                                 | Luc Blanchette Ministre des Forêts, de la Faune et des Parcs                   | Libéral                                                                     | 20 août 2016                                                               | 18 octobre 2018                                                            | Couillard      |
|                                                                                 | Pierre Dufour Ministre des Forêts, de la Faune et des Parcs                    | Coalition avenir                                                            | 18 octobre 2018                                                            | 20 octobre 2022                                                            | Legault        |
| Dissolution du Ministère des Forêts, de la Faune et des Parcs (20 octobre 2022) |                                                                                |                                                                             |                                                                            |                                                                            | Legault        |
| Fonctions exercées par le ministre des Ressources naturelles et des Forêts      | Fonctions exercées par le ministre des Ressources naturelles et des Forêts     | Fonctions exercées par le ministre des Ressources naturelles et des Forêts  | 20 octobre 2022                                                            | À ce jour                                                                  | Legault        |